# 麗茵半島
麗茵半島（英語：Llŷn Peninsula）是英國威爾斯的一個半島，位於威爾斯的西北部，安格爾西島的西南。在現在的行政區劃上，麗茵半島屬於格溫內斯。麗茵半島面積大約有400平方公里，人口至少有20,000人。

## 外部連結
- Penllyn.com - Information sites for the communities of Llŷn（页面存档备份，存于）

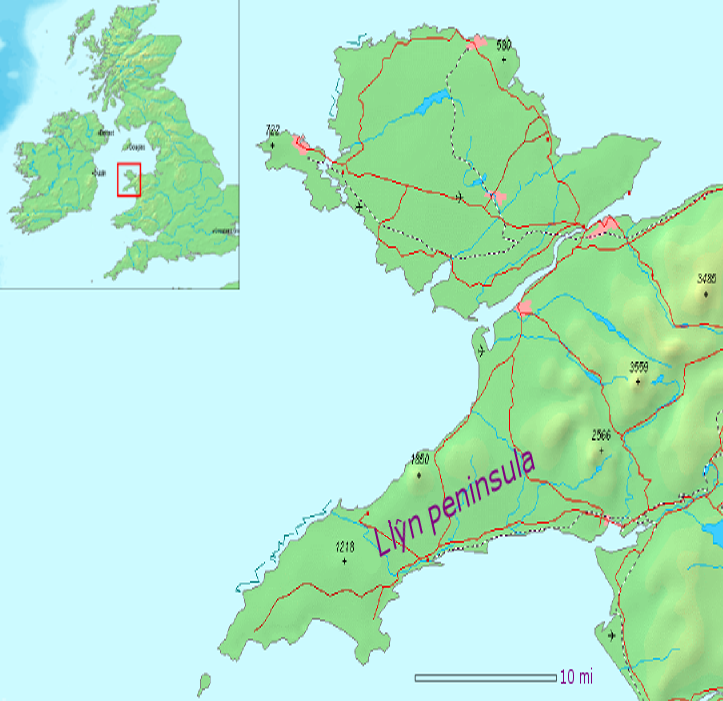
麗茵半島在威爾斯的位置

- Llyn.info - Your online guide to the Llŷn Peninsula（页面存档备份，存于）
- Wales Coast Path: Llŷn Peninsula（页面存档备份，存于）
- Old postcard views and aerial views of the area（页面存档备份，存于）